# اس‌ام یو-۱۵۹
اس‌ام یو-۱۵۹ (به انگلیسی: SM U-159) یک زیردریایی بود که طول آن ۲۳۳ فوت ۵ اینچ (۷۱٫۱ متر) بود. این زیردریایی در سال ۱۹۱۸ ساخته شد.